# 18 Brygada Zmechanizowana
18 Białostocka Brygada Zmechanizowana im. Marszałka Edwarda Rydza-Śmigłego (18 BZ) – dawny związek taktyczny Wojska Polskiego.

## Formowanie i zmiany organizacyjne
Na podstawie zarządzenia szefa Sztabu Generalnego WP z grudnia 1993 w garnizonie Białystok, w koszarach przy ul. Kawaleryjskiej, na bazie 3 Pułku Zmechanizowanego została utworzona 18 Brygada Zmechanizowana. Brygada podporządkowana została dowódcy 1 Warszawskiej Dywizji Zmechanizowanej im. Tadeusza Kościuszki.
31 grudnia 2001, w wyniku restrukturyzacji Sił Zbrojnych, 18 BZ została rozformowana, a w jej miejsce utworzona 18 Białostocka Brygada Obrony Terytorialnej (JW 3550). 1 lipca 2004 obowiązki dowódcy brygady objął płk Artur Ryczywolski.
W wyniku kolejnych przemian organizacyjnych 18 BOT przeformowana została w 18 Batalion Obrony Terytorialnej. 23 kwietnia 2009 jednostkę wizytował minister Obrony Narodowej, Bogdan Klich. W czasie spotkania z żołnierzami minister poinformował, że w lutym tego roku zdecydował o rozformowaniu batalionu, w terminie do 30 czerwca 2009 i utworzeniu pułku rozpoznawczego.
1 lipca 2009 sformowany został 18 Białostocki Pułk Rozpoznawczy, JW 3519.

## Tradycje

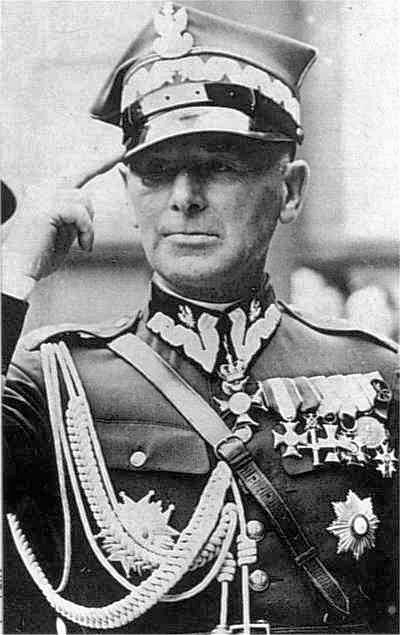
Edward Rydz-Śmigły – patron 18 BBZ

Decyzją Ministra Obrony Narodowej z 4 maja 1995 jednostka otrzymała imię patrona marszałka Edwarda Rydza-Śmigłego, nazwę wyróżniającą Białostocka oraz przyjęła dziedzictwo tradycji:
- 10 Pułku Ułanów Litewskich
- 18 Dywizji Piechoty zorganizowanej we Francji przez gen. Józefa Hallera
- 3 Berlińskiego Pułku Zmechanizowanego

6 maja 1995 brygada otrzymała sztandar ufundowany przez społeczeństwo miasta Białystok.
15 października 2009 weszła w życie decyzja ministra Obrony Narodowej w sprawie zezwolenia 18 Pułkowi Rozpoznawczemu na używanie sztandaru 18 Batalionu Obrony Terytorialnej do 15 sierpnia 2010.

## Dowódcy
- płk dypl. Grzegorz Madej (1993–1996)
- płk dypl. Grzegorz Buszka (1996–2000)
- ppłk dypl. Gwidon Karolak (był w 2001)